# 론 왓킨스
로널드 왓킨스(영어: Ronald Watkins, 1987년 4월 18일 출생), 온라인 필명 CodeMonkeyZ로도 알려져 있다. 미국의 음모론 신봉자이자 화상게시판 웹사이트 8kun (이전에는 8chan으로 알려짐)의 사이트 관리자이다. 그는 신빙성이 떨어진 극우 QAnon 음모론을 퍼뜨리는 데 중요한 역할을 했으며, 2020년 미국 대통령 선거에서 조 바이든이 도널드 트럼프를 이긴 것은 대규모 선거 사기 때문이라는 음모론을 옹호했다. 그는 8kun의 소유자이자 운영자인 짐 왓킨스의 아들이다.
수많은 언론인과 연구자들은 왓킨스 부자 중 한 명 또는 둘 다 QAnon 배후의 인물이나 집단인 "Q"의 신원을 알고 있거나, 혹은 그들 자신이 Q라고 믿고 있다.
왓킨스는 2016년부터 8kun의 사이트 관리자로 일하다가 2020년 11월에 사임했다고 발표했지만, 일부는 그의 사임의 정당성에 의문을 제기했다.

## 어린 시절
왓킨스는 1987년에 태어났다. 그의 아버지 짐 왓킨스는 전 미국 육군 소속이었고, 왓킨스는 아버지의 군 복무 때문에 자주 이사를 다니며 자랐다. 그의 어머니 톤 선 왓킨스는 대한민국 출신이며, 부모님은 아버지가 그곳에 주둔했을 때 만났다. 왓킨스가 십대였을 때 부모님은 이혼했고, 그 후 왓킨스는 주로 어머니와 함께 살기 시작했다.
왓킨스는 어린 시절 가장 오래 살았던 워싱턴 머킬티오에서 고등학교 시절을 보냈다. 그는 카미아크 고등학교에 다니면서 합창과 연극 활동에 적극적으로 참여했으며, 2005년에 졸업했다.

## 활동

### 8kun
이전에 8chan으로 알려진 8kun은 백인 우월주의, 신나치주의, 대안우파, 아동 포르노, 인종 차별, 반유대주의, 증오범죄, 그리고 여러 총기 난사 사건과 연관되어 온 이미지 게시판 웹사이트이다. 2014년부터 게이머게이트 논란 지지자들의 본거지였으며, 2018년에는 QAnon 음모론의 중심부가 되었다. 당시 "Q"라는 익명의 인물이 고위 정부 관계자라고 주장하며 독점적으로 8kun에 메시지를 게시하기 시작했다.
2014년, 왓킨스는 8kun의 창시자 프레드릭 브레넌에 대한 알자지라 아메리카 다큐멘터리를 본 후 아버지에게 브레넌에 대해 이야기했다. 이 이미지 게시판은 최근 게이머게이트 지지자들에게 채택된 후 인기를 얻었으며, 브레넌은 서버 비용을 감당하는 데 어려움을 겪고 있었다. 짐 왓킨스는 브레넌에게 파트너십을 제안했고, 2014년에 브레넌은 필리핀 마닐라로 이주하여 그를 위해 일했다. 2014년에 짐 왓킨스는 8kun의 공식 소유자이자 운영자가 되었다. 론 왓킨스는 매일 사이트 작업에 착수했다. 브레넌은 2016년까지 사이트 관리자로 있었고, 그 후 이 역할을 포기하고 론 왓킨스가 그 자리를 맡았다.
왓킨스는 8kun 게시자들이 "셰켈의 왕"이라는 프로그램을 통해 게시물을 눈에 띄게 표시하도록 비용을 지불할 수 있는 암호화폐 생성에 책임이 있었다.
2020년 11월 3일, 2020년 미국 대통령 선거가 있던 날, 왓킨스는 트위터를 통해 사이트 관리자 자리에서 사임한다고 발표했다. 그는 언론인들에게 목공과 헌제성 법률에 대한 책을 쓰는 데 더 많은 시간을 할애하고 싶다고 말했다. 그의 사임은 "갑작스러운" 것으로 묘사되었으며, 일부 QAnon 신봉자들 사이에서 운동에 대한 의구심을 불러일으켰다. 일부는 그의 사임의 진실성에 의문을 제기했다. 음모론 연구가 줄리안 필드(Julian Feeld)는 "그의 8kun '퇴사'는 매우 의심스러우며 아마도 다른 무엇보다도 홍보성 움직임일 가능성이 높다... 이는 그에게 우익 공작원으로서, 특히 다양한 유권자 사기 음모론을 중심으로 더 많은 자유를 허용한다"고 말했다.

### QAnon에서의 역할
QAnon은 사탄 숭배 소아성애증자 집단이 세계 아동 성매매 조직을 운영하며 도널드 트럼프 전 대통령과 대립하고 있다는 주장을 담은 신빙성 없는 극우 음모론이다. 왓킨스는 이 이론을 확산시키는 데 중요한 역할을 했다. 음모론 전문가 줄리안 필드(Julian Feeld)에 따르면, QAnon 신봉자들은 왓킨스를 "Q가 게시물을 올리는 플랫폼 뒤의 기술적 두뇌"로 보고 있다. 필드는 왓킨스가 아버지에 비해 운동에서 낮은 인지도를 가지고 있음에도 불구하고, "이 운동의 성장에 똑같이 큰 역할을 했다"고 말했다. 왓킨스는 사실상의 QAnon 지도자로 묘사되었다.

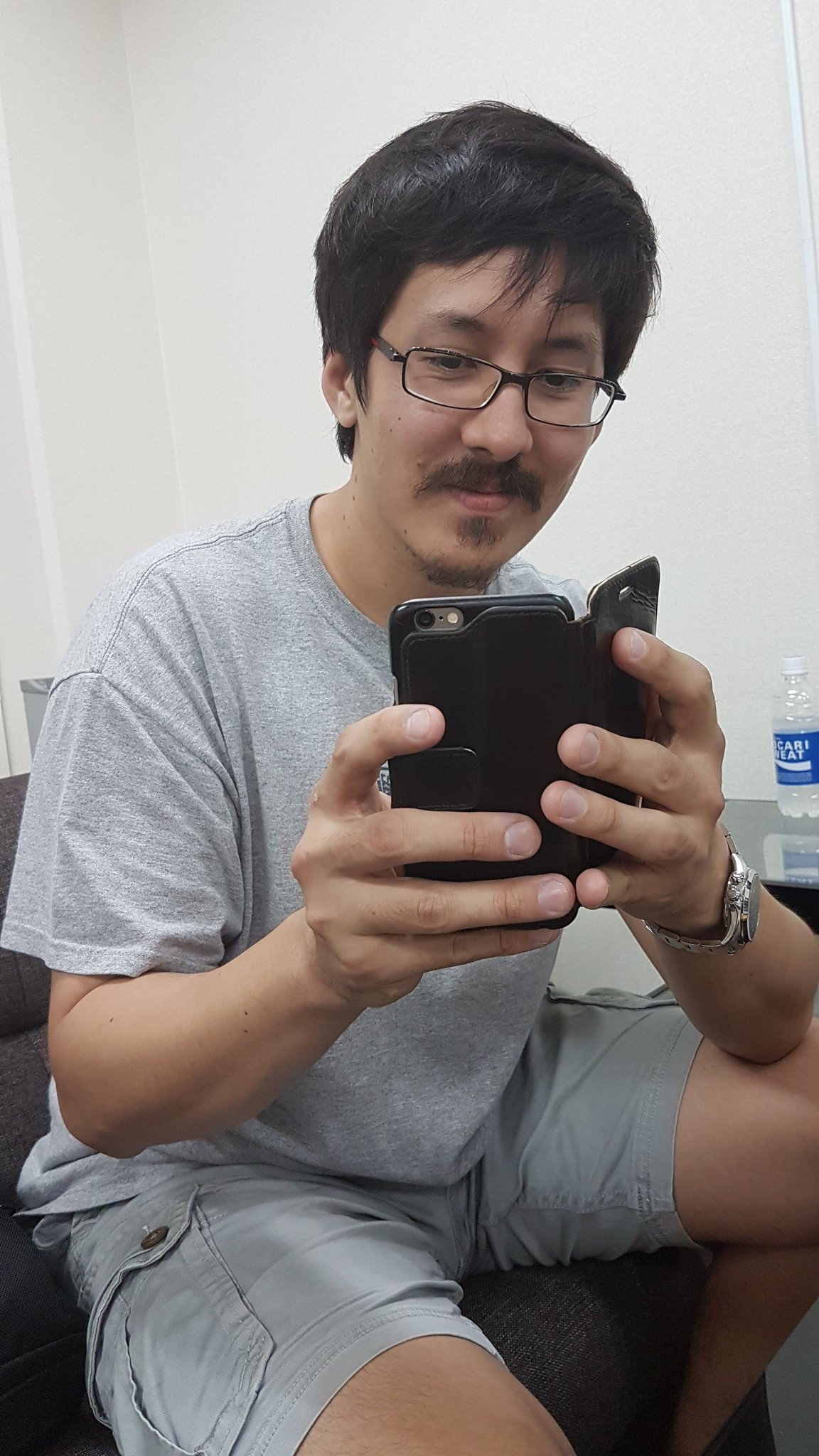
2018년의 왓킨스

수많은 언론인과 음모론 연구자들은 론, 짐 또는 왓킨스 부부 모두를 Q와 연결시켰는데, Q는 알려지지 않은 사람이나 집단이 운영하는 계정으로, 그들의 게시물은 QAnon 음모론의 기초가 된다. 왓킨스 부자는 8kun에 게시된 게시물이 "진짜" Q의 것인지 확인할 수 있는 몇 안 되는 사람들 중 두 명이었는데, 이는 그들이 그 페르소나의 배후라는 이론에 더욱 힘을 실어주었다.
프레드릭 브레넌은 2020년 6월 디 애틀랜틱 기사에서 "나는 Q가 짐 왓킨스나 론 왓킨스를 확실히, 100% 알고 있거나 짐 왓킨스나 론 왓킨스가 Q를 고용했다고 믿는다"고 말했다. 2020년 9월 리플라이 올 팟캐스트 에피소드 인터뷰에서 브레넌은 Q 계정은 원래 다른 사람이 운영했지만, 왓킨스 부자가 2017년 12월경에 이 페르소나를 장악했다고 설명했다. 리플라이 올의 PJ 보그트(PJ Vogt)는 Q에 대해 글을 쓰는 다른 언론인들과 브레넌의 이론을 논의했으며, "일부는 그럴 가능성이 높다고 생각하고, 모든 사람이 그럴듯하다고 동의한다"고 말했다. 왓킨스 부자는 Q의 신원을 모른다고 부인했다. 2020년 9월, 브레넌은 원래 "Q"는 폴 퍼버(Paul Furber)라는 남아프리카 공화국 4chan 게시자였고, Q가 8chan으로 옮겨간 후 론 왓킨스가 포럼 관리자로서 자신의 로그인 권한을 이용하여 계정을 장악했다고 이론을 제시했다.
왓킨스라고 주장하는 Parler의 인증 계정이 2020년 11월 15일에 여러 게시물을 올렸는데, 이는 그의 아버지가 Q라는 이론을 확인하는 것처럼 보였다. 나중에 보안 연구원 오브리 코틀이 파러의 보안 취약점을 이용해 이미 인증된 파러 계정의 이름을 변경하여 왓킨스의 것인 것처럼 보이게 하고 인증된 것처럼 보이게 했다는 것이 밝혀졌다. 이 사건은 왓킨스와 파러 투자자 댄 봉기노 사이의 불화로 이어졌고, 왓킨스는 트위터에서 파러의 보안을 공개적으로 비판하며 이 서비스를 "침해당했다"고 묘사했다. 봉기노는 트위터에서 왓킨스를 모욕하는 트윗으로 응수했다.
왓킨스와 그의 아버지는 QAnon과 Q의 신원에 관한 컬렌 호백의 6부작 HBO 다큐멘터리 텔레비전 프로그램인 Q: 폭풍 속으로를 위해 수년 동안 여러 차례 인터뷰를 했다. 시리즈의 마지막 에피소드에서 왓킨스는 인터뷰에서 "기본적으로 3년간의 정보 훈련이었고, 일반인에게 정보 작업을 하는 방법을 가르치는 것이었다. 기본적으로 전에는 익명으로 하던 일이었지만 Q로서는 절대 아니었다"라고 말한 후 미소를 지으며 "Q로서는 절대 아니었다. 약속한다. 나는 Q가 아니었고, 결코 Q였던 적이 없기 때문이다"라고 정정했다. 호백은 이를 실언으로 보았으며, 이 인터뷰와 다른 연구를 통해 론 왓킨스가 Q라고 결론 내렸다.
2022년 2월 19일, 뉴욕 타임스는 두 법의학 언어팀의 Q 게시물에 대한 언어 분석 결과 폴 퍼버(Paul Furber)가 초기 Q 게시물의 주요 작성자였고 론 왓킨스가 2018년에 인계받았음을 시사한다고 보도했다. 왓킨스는 다시 Q가 아니라고 부인했으며, 텔레그램에 주장을 반박하는 소네트를 발표했다.

### 2020년 미국 대통령 선거 번복 시도
2020년 11월 8kun 직책에서 사임한 후, 왓킨스는 대통령 선거 결과를 번복하려는 사람들 사이에서 자신의 명성을 쌓기 위해 노력했다. 그는 선거에 사용된 일부 투표 기계의 제작사인 도미니언 보팅 시스템즈에 대한 음모론을 퍼뜨렸다. 그는 트위터에 도미니언 직원이 기계 중 하나를 사용하는 영상을 게시하며, 직원이 선거 결과를 조작하는 모습이라고 허위 주장했다. 이로 인해 해당 직원은 살해 위협을 받았고, 그의 집 밖에서는 올가미가 발견되었다.
왓킨스는 선거 결과에 이의를 제기하는 데에도 관여했던 변호사이자 음모론자인 시드니 파월이 제기한 소송에서 전문가 증언으로 지명되었다. 그는 자신의 진술서에서 도미니언 소프트웨어의 온라인 사용자 가이드를 읽어본 결과 투표소 직원이 투표를 조작하는 것이 "가능성의 영역에 있다"고 주장했다. 워싱턴 포스트에 따르면, 왓킨스는 진술서에서 자신을 "9년간 '네트워크 및 정보 방어 분석가'이자 보안 엔지니어로 경험을 가진 정보 보안 전문가"라고 묘사했지만, 그의 경험이 대부분 8kun에서의 작업에서 비롯되었다는 점은 언급하지 않았다.
왓킨스는 친트럼프 성향의 원 아메리카 뉴스 네트워크 (OANN)에서 도미니언에 대해 여러 차례 인터뷰를 했으며, 그는 "대규모 시스템 기술 분석가"로 소개되었다. 그의 선거 사기에 대한 발언은 더 게이트웨이 펀디트를 포함한 다른 우익 매체에서도 보도되었다.
왓킨스는 선거 후 트위터에서 "CodeMonkeyZ"라는 이름으로 큰 팔로워 수를 확보했다. 11월 한 달 동안 그의 팔로워 수는 거의 두 배로 늘어 40만 명에 달했으며, 1월 초에는 50만 명이 넘는 팔로워를 보유했다. 트럼프는 선거일과 2021년 1월 6일 사이에 왓킨스의 트윗을 다섯 번 리트윗했으며, 포린 폴리시는 왓킨스를 "트럼프의 선거 후 메시징의 필수적인 부분"이라고 묘사했다.
2021년 1월 5일 밤, 2021년 미국 국회의사당 습격 전날, 왓킨스는 아버지와 영화감독 컬렌 호백에게 "저는 어떤 주장을 할 것이고, 이는 일부 기관을 산산조각 낼 것입니다"라고 말했다. 트위터에서 왓킨스는 자신이 "모든 진실 폭탄의 어머니"라고 부르는 정보를 "떨어뜨릴" 계획을 발표했다. 호백에 따르면, 왓킨스는 백악관으로부터 비밀 정보를 받았다고 주장했다. 1월 6일 새벽, 왓킨스는 마이크 펜스 부통령이 쿠데타를 조율하고 있다고 비난하는 트윗을 올렸다. 그는 또한 "펜스에 대한 즉각적인 반역죄 체포"를 요구하는 블로그 게시물에 링크를 걸었다.
1월 8일, 트위터는 왓킨스의 계정을 포함하여 "QAnon 콘텐츠 공유에만 전념하는" 계정을 정지했다. 또한 시드니 파월과 전 국가안보보좌관 마이클 플린의 계정도 정지되었다. 하지만 2023년 1월 10일, 일론 머스크의 트위터 인수 이후 왓킨스의 계정은 복구되었다.
2021년 1월 20일, QAnon 추종자들은 조 바이든이 취임했다는 사실과 트럼프가 여전히 대통령이 될 것이라는 믿음, 또는 트럼프와 군사 동맹국들이 정치적 반대자들을 처형하기 위해 모이는 날인 "대각성" 또는 "폭풍"이 있을 것이라는 믿음 사이에서 갈등했다. 왓킨스는 이 이론을 포기하는 인물 중 한 명으로 보였는데, 텔레그램에 "우리는 최선을 다했다. 이제 우리는 턱을 들고 최대한 삶으로 돌아가야 한다"고 게시했다. QAnon 연구자 트래비스 뷰(Travis View)는 왓킨스의 말을 믿지 말라고 경고하며, 그가 과거에 목공에 집중하기 위해 8kun을 그만두었다고 주장했다가 "음모론을 퍼뜨리며 Q의 공백을 메웠다"고 지적했다.

### 이후의 노력
마리코파 카운티 선거 감사 와중에 왓킨스는 트럼프 표 20만 표가 집계되지 않았다고 허위 주장했다.
2021년 10월, 왓킨스는 라스베이거스에서 열린 For God & Country: Patriot Double Down이라는 컨퍼런스에 참석하여 자신을 "디지털 로자 파크스"라고 칭하며, 주류 소셜 미디어에서의 금지를 파크스의 버스 체포에 비유했다.

#### 의회 출마
2021년 10월, 왓킨스는 애리조나주 국무장관에게 미국 하원 애리조나주 제1선거구에 공화당 소속으로 출마할 의사를 밝혔다. 그는 민주당 현직 톰 오할러란을 "워싱턴 D.C. 늪지의 가장 더러운 민주당원"이라고 부르는 영상과 함께 공식적으로 의회 출마를 선언했다.
왓킨스는 주로 텔레그램을 통해 선거 운동을 벌였다. 그는 음모론 팟캐스터 토니 테오라(Tony Teora)를 선거 운동 관리자로 고용하고 지역 소버린 시민 운동 활동가와 교류했다. 2022년 1월, 그는 스코츠데일의 학교 이사회 회의에 참석하여 학교 이사회의 "공산주의자 변태들"이 아이들에게 "트랜스젠더 선전"과 비판적 인종 이론을 주입하고 "부모의 동의 없이 백신을 맞을 수 있다고 가르쳐" 부모의 권리를 빼앗고 있다고 비난했다.
2022년 2월, 왓킨스의 선거 운동 자금이 33,000달러를 약간 넘었으며, 그 중 일부는 아버지로부터의 대출금 형태였다고 보도되었다. 왓킨스는 또한 애리조나주 상원의원 웬디 로저스와 논쟁을 벌였는데, 그는 로저스가 마리코파 카운티 선거 감사를 망쳤다고 비난했다. 로저스는 왓킨스를 "이상한 사람"이라고 부르며 그의 모금 노력을 조롱하는 것으로 응수했다. 그녀는 나중에 왓킨스와 "휴전"을 시행할 것이라고 말했다.
2022년 8월 2일 투표에서 왓킨스는 공화당 예비선거 7명의 후보 중 4% 미만의 득표율로 꼴찌를 기록했다.

## 개인 생활
고등학교를 졸업한 후 왓킨스는 중국으로 이주했다. 왓킨스는 2010년대에 필리핀 마닐라에서 아버지와 함께 살았다. 2021년 1월 기준, 왓킨스는 일본에 거주하고 있었고, 2021년 10월에는 애리조나주로 이사했다. 2022년 프레스콧에서 한 연설에서 왓킨스는 다섯 살짜리 딸이 있고 이혼했다고 언급했다.